# 阿尔坎塔拉斯
阿尔坎塔拉斯是巴西塞阿拉州的一个市镇。总面积138.598平方公里，总人口10255人，人口密度74人/平方公里。